# Apalis flavigularis
El apalis gorgigualdo (Apalis flavigularis) es una especie de ave paseriforme de la familia Cisticolidae endémica de Malawi. Anteriormente se consideraba una subespecie el apalis acollarado (Apalis thoracica).

## Distribución y hábitat
El apalis gorgigualdo se encuentra únicamente en los bosques tropicales del sur de Malawi. Está amenazado por la pérdida de hábitat.